# عبد السلام موسى
عبد السلام موسى (مواليد 14 يونيو 1990 في قسنطينة) لاعب كرة قدم جزائري يلعب لنادي جمعية الخروب في الرابطة الجزائرية المحترفة الثانية لكرة القدم.

## المشوار

### محليًا
بدأ موسي مسيرته المهنية مع اتحاد الشاوية. في يونيو 2015، وقع عقدًا مع مولودية وهران.

### دوليًا
في يناير 2016، انضم موسى إلى منتخب الجزائر لكرة القدم للمحليين.

## روابط خارجية
- عبد السلام موسى على موقع قاعدة بيانات كرة القدم.إي يو (الإنجليزية)
- عبد السلام موسى على موقع Soccerway.com (الإنجليزية)